# Kristián Pešek
Kristián Pešek (1676 Žitava – 1744 Žitava) byl český spisovatel, překladatel a matematik.
Pocházel z chudé rodiny, takže nemohl studovat. Z rodné Žitavy proto odešel do Budyšína, kde se živil přepisovačstvím. U slovenského gymnasisty Samuela Michaelida se naučil latinsky a v roce 1693 odešel do Březové, kde pokračoval ve studiích, když využil toho, že ho baronka Kateřina Sidonie z Ostrošic přijala za písaře. Studoval též v Trenčíně a Bratislavě, aby nakonec získal magisterský titul na akademii ve Vitemberku. Následně se stal kazatelem a v roce 1704 gymnaziálním učitelem v rodné Žitavě, jíž už nikdy neopustil, ačkoli mu bylo v roce 1706 nabídnuto kazatelské místo v Žilině. Ve svém domě si zřídil hvězdárnu.
Psal díla matematická, ta německy (Rechenschüler, Gemeinnützige Rechenstunden a Italienische Rechenstunden aj.). Ostatní díla psal česky, např. Dvoustoroční církve evangelické památka l. P 1717 a 1730. Do češtiny též překládal, například knihu Čtvera nábožnost Gottfrieda Hoffmanna.